# Pyrrhia angulata
Pyrrhia angulata är en fjärilsart som beskrevs av Augustus Radcliffe Grote 1874. Pyrrhia angulata ingår i släktet Pyrrhia och familjen nattflyn. Inga underarter finns listade.